# Marqués de Llançol
Marqués de Llansol (també denominat Marqués de Llançol o Marqués de Llanzol en castellà), es un títol nobiliari creat per Carles II el 28 de juliol de 1690, per elevació de la Baronia de Gilet, conformat territorialment pel seu terme municipal. Fou atorgat al IX Baró Pere Arnau Llansol de Romaní i Rabassa de Perellós. Actualment té el títol Francisco de Paula Díez de Rivera i de Icaza.

## Història
La Baronia de Gilet, fundada al segle xv, pertanyia a la família Català des del segle XIV. Pere Guillem Català, últim senyor d'aquest cognom mor sent una de les seues filles, Joana Català i Poblet, monja, la posseïdora del títol. La seua germana menor Elionor Català es casà amb el VI Senyor de Villalonga Berenguer Llansol de Romaní i Safont i heretà el títol de Baró el seu fill primogènit Mateu Llansol de Romaní i Català. Durant generacions governaren els Llansol el poble de Gilet. En 1690, el rei Carles II per haver sigut esta família compromesa amb la corona durant tants segles sobretot amb els Austries, elevà dita baronia a marquesat amb el nom de Marquesat de Llansol. En el segle xix, 1822, mor l'última posseïdora del títol sense descendència, Teresa Llansol de Romaní i Castellví, encara que manté la senyoria de Gilet José Llansol Benlloch de Campanar fins 1866. El 1920, el rei Alfons XIII rehabilita el títol i el concedeix a Francisco Díez de Rivera i Casares, descendent dels barons de Gilet, qui a die d'avui segueix ostentant la seua família el títol nobiliari.

## Cronologia de Marquesos
I Marqués de Llansol (1690) - IX Senyor de Gilet
- Pere Arnau Llansol de Romaní i Rabasa de Perellós (1635-1697)

II Marqués de Llansol - X Senyor de Gilet
- Mateu Francesc Llansol de Romaní i Pastor (1668–1723)

III Marqués de Llansol - XI Senyor de Gilet
- Francesc Pasqual Llansol de Romaní i Cabanilles (1725 - 1762)

IV Marqués de Llansol - XII Senyor de Gilet
- Francesc Pasqual Llansol de Romaní i Castellví (1760-1795)

V Marquesa de Llansol - XIII Senyora de Gilet
- Maria Teresa Llansol de Romaní i Castellví (1765-1822)

Rehabilitació del Marquesat
VI Marqués de Llanzol (1920)
- Francisco de Paula Díez de Rivera i Casares (1890-1972)

VII Marqués de Llanzol (1972)
- Francisco de Paula Díez de Rivera i de Icaza (Actual poseeidor)

## Heràldica
L'escut heràldic del marquesat el conformen diversos elements. El primer d'ells, l'escut de forma quadrilonga, tradicional valencià. Sobre ell, la corona de marqués. Els quarters del escut el formen: primer una lluna d'atzur en camp de plata del llinatge Llansol de Romaní. El segon quarter, una torre i el bou pastant de la família Borja. En el tercer i quart quarter, units, el llinatge de Híxer, emparentats amb els Llansol, descendents del rei Jaume I.